# Comuna Ip, Sălaj
Ip (în maghiară Ipp) este o comună în județul Sălaj, Transilvania, România, formată din satele Cosniciu de Jos, Cosniciu de Sus, Ip (reședința), Zăuan și Zăuan-Băi.
Atestare documentară: 1208 venatores bubalorum de villa Ypu. În anul 1995 a fost declarată localitate-martir.

## Demografie
Componența etnică a comunei Ip
     Maghiari (42,73%)
     Români (37,07%)
     Romi (14,29%)
     Slovaci (2,31%)
     Alte etnii (3,59%)
Componența confesională a comunei Ip
     Reformați (43,16%)
     Ortodocși (40,45%)
     Baptiști (4,62%)
     Romano-catolici (3,35%)
     Greco-catolici (1,86%)
     Penticostali (1,55%)
     Alte religii (1,28%)
     Necunoscută (3,74%)
Conform recensământului efectuat în 2021, populația comunei Ip se ridică la 3.288 de locuitori, în scădere față de recensământul anterior din 2011, când fuseseră înregistrați 3.648 de locuitori. Cei mai mulți locuitori sunt maghiari (42,73%), cu minorități de români (37,07%), romi (14,29%) și slovaci (2,31%). Din punct de vedere confesional, cei mai mulți locuitori sunt reformați (43,16%), cu minorități de ortodocși (40,45%), baptiști (4,62%), romano-catolici (3,35%), greco-catolici (1,86%) și penticostali (1,55%), iar pentru 3,74% nu se cunoaște apartenența confesională.

## Politică și administrație
Comuna Ip este administrată de un primar și un consiliu local compus din 13 consilieri. Primarul, Zoltán-Zsolt Béres[*], de la Uniunea Democrată Maghiară din România, este în funcție din 1 noiembrie 2024. Începând cu alegerile locale din 2024, consiliul local are următoarea componență pe partide politice:
|  | Partid                                 | Consilieri | Componența Consiliului | Componența Consiliului | Componența Consiliului | Componența Consiliului | Componența Consiliului | Componența Consiliului | Componența Consiliului |
|  | -------------------------------------- | ---------- | ---------------------- | ---------------------- | ---------------------- | ---------------------- | ---------------------- | ---------------------- | ---------------------- |
|  | Uniunea Democrată Maghiară din România | 7          |                        |                        |                        |                        |                        |                        |                        |
|  | Partidul Național Liberal              | 2          |                        |                        |                        |                        |                        |                        |                        |
|  | Partidul Social Democrat               | 2          |                        |                        |                        |                        |                        |                        |                        |
|  | Alianța Dreapta Unită                  | 2          |                        |                        |                        |                        |                        |                        |                        |

## Atracții turistice
- Biserica reformată din satul Ip, construcție secolul al XVI-lea, monument istoric, transformări și adăugiri în 1622, 1793, 1825.[8]
- Casa parohială a bisericii reformate din Ip, construcție 1751, monument istoric
- Case tradiționale țărănești din secolul al XIX-lea de la Ip
- Situl arheologic de la Cosinciu de Jos
- Siturile arheologic de la Zăuan